# Glenda Jackson
Glenda Jackson (născută Glenda May Jackson; n. 9 mai 1936, Birkenhead, Anglia, Regatul Unit – d. 15 iunie 2023, Greater London, Anglia, Regatul Unit) a fost o actriță britanică de film, dublă laureată a premiului Oscar și laureată a triplei recunoașteri filmice numită Triple Crown of Acting, o categorie aparte pentru actorii și actrițele care sunt câștigători ai premiilor Oscar, Tony și Emmy.
Glenda Jackson era de asemenea cunoscută și ca politician, fiind membră a partidului laburist din Anglia.

## Filmografie selectivă
- 1956 The Extra Day, regia William Fairchild
- 1963 Viața sportivă (This Sporting Life), regia Lindsay Anderson
- 1967 Marat/Sade, regia Peter Brook
- 1969 Femei pătimașe (Women in Love), regia Ken Russell
- 1970 Amanții muzicii (The Music Lovers), regia Ken Russell
- 1971 Duminică blestemată (Sunday Bloody Sunday), regia John Schlesinger
- 1971 Maria Stuart (Mary, Queen of Scots), regia Charles Jarrott
- 1973 Amprenta clasei (A Touch of Class), regia Melvin Frank
- 1973 Nelson și lady Hamilton (Bequest to the Nation), regia James Cellan Jones
- 1975 O englezoaică romantică (The Romantic Englishwoman), regia Joseph Losey
- 1976 Incredibila Sarah (The Incredible Sarah) regia Richard Fleischer
- 1977 Apucături urâte (Nasty Habits), regia Michael Lindsay-Hogg
- 1978 Vizită la domiciliu (House Calls), regia Howard Zieff
- 1979 Pierdut și regăsit (Lost and Found), regia Malvin Frank
- 1980 Health, regia Robert Altman
- 1980 Șotron (Hopscotch), regia Ronald Neame
- 1982 Întoarcerea soldatului (The Return of the Soldier), regia Alan Bridges
- 1985 Soarta broaștelor țestoase (Turtle Diary), regia John Irvin
- 1987 Nebunie, dincolo de orice terapie (Beyond Therapy), regia Robert Altman
- 1987 Afacerile sunt afaceri (Business as Usual), regia Lezli-An Barrett
- 1988 Ultimul dans al Salomeei (Salome's Last Dance), regia Ken Russell
- 1989 Curcubeul (The Rainbow), regia Ken Russell
- 1989 Plaja sacrificată (Doombeach), regia Colin Finbow
- 1989 Il re del vento (King of the Wind), regia Peter Duffell